# Isabelle Severino
Isabelle Severino, (Paris, 9 de abril de 1980) é uma ex-ginasta francesa que competiu em provas de ginástica artística.
Isabelle fez parte da equipe francesa que disputou duas edições olímpicas: Atlanta 1996 e Atenas 2004. Em Atlanta, fora a duas finais, equipes (8º) e individual (13º). Nas finais por aparatos, não obteve classificação. Oito anos mais tarde, qualificou-se para uma final apenas, a prova coletiva, no qual encerrou na sexta colocação, em prova vencida pelas romenas.